# 22152 Robbennett
22152 Robbennett è un asteroide della fascia principale. Scoperto nel 2000, presenta un'orbita caratterizzata da un semiasse maggiore pari a 2,3958075 UA e da un'eccentricità di 0,1959455, inclinata di 2,13132° rispetto all'eclittica.